# 6ix9ine
6ix9ine (znany również jako Tekashi69), właśc. Daniel Hernandez (ur. 8 maja 1996 w Bushwick) – amerykański raper pochodzenia meksykańsko-portorykańskiego.

## Życiorys
6ix9ine urodził się w Bushwick, na Brooklynie. Jego matka jest meksykanką, natomiast ojciec pochodzi z Portoryko.

## Kariera

### Wczesna kariera
Hernandez karierę muzyczną rozpoczął w 2014 roku. Trzy lata później miał już kilka teledysków na swoim koncie, m.in. „Scum Life”, „YOKAI” i „Hellsing Station”. Twórczość Hernandeza wyróżniała się agresywnym stylem rapowania i inspirowaniem się anime. Jego pierwsze piosenki zostały wydane przez słowacką wytwórnie FCK THEM.
6ix9ine został zauważony dzięki Trippiemu Reddowi po wydaniu wspólnego utworu „Poles 1469”.

### Przełom iDay69
Hernandez zyskał sławę w social mediach w 2017 roku, kiedy to zaczął publikować pierwsze posty na Instagramie. Posty te stały się popularne na Reddicie i Twitterze, na których przez ekscentryczny wygląd Hernandeza (włosy pofarbowane na kolory tęczy, tęczowe grillz na zębach i liczne numery „69” wytatuowane na całym ciele) stały się memami internetowymi.
Debiutancki utwór Hernandeza zatytułowany „GUMMO” pojawił się na YouTube 8 października 2017 i zdobył 12. miejsce na Billboard Hot 100. 5 marca 6ix9ine otrzymał platynowy certyfikat od RIAA za „GUMMO”. Jego następny singiel „KOODA” zdobył 61. miejsce na Hot 100. 14 stycznia 2018 roku Hernandez wydał swój trzeci utwór „KEKE” we współpracy z raperami Fetty Wap oraz A Boogie wit da Hoodie.
Wkrótce potem Hernandez ogłosił wydanie debiutanckiego albumu Day69. Album został wydany 23 lutego 2018 roku i zadebiutował na czwartym miejscu Billboard 200.
7 listopada 2018 roku ogłosił, że projekt Dummy Boy zostanie wydany 23 listopada 2018 roku.

### Powrót do muzyki i nadchodzący album
W październiku 2019 roku podpisał kontrakt na 10 milionów dolarów z wytwórnią 10K Projects na dwa albumy, jeden w języku angielskim, drugi w języku hiszpańskim.
8 maja 2020 roku wydał teledysk do swojego utworu "GOOBA", który w krótkim czasie stał się bardzo popularny-w 24 godziny uzyskał ponad 40 mln wyświetleń, tym samym pobijając dotychczasowy rekord Eminema. Piosenka Gooba znajdowała się również na 1. miejscu na liście Billboard hot 100.

## Konflikty z prawem
W październiku 2015 Hernandez przyznał się do stosunku płciowego z osobą nieletnią. Hernandez został oskarżony o trzy przestępstwa po incydencie w nocy z 21 lutego 2015, gdy miał kontakt seksualny z trzynastolatką, a następnie rozprowadził wideo z tego zdarzenia w internecie. Filmy zostały użyte jako dowody przeciwko Hernandezowi. W pierwszym filmie widać, jak jeden z oskarżonych, Taquan Anderson, uprawia seks oralny z dziewczyną, podczas gdy pozwany Daniel Hernandez stoi za nią, wykonując ruchy frykcyjne i uderza ją w pośladki. Inne filmy pokazują, jak trzynastolatka siedzi na kolanach Hernandeza, podczas gdy Anderson dotyka jej piersi.
W listopadowym wywiadzie Hernandez twierdził, że nie miał „kontaktu seksualnego” z dziewczyną i zaprzeczył, że jest ona nieletnia. Hernandez twierdził także, że w momencie zdarzenia miał siedemnaście lat, chociaż data urodzenia wymieniona w skardze przeciwko niemu i w jego zeznaniach na policji wykazuje, że miał wówczas osiemnaście lat.
Na skutek ugody Hernandez zobowiązał się do zdania egzaminu General Educational Development (GED), zaprzestania upubliczniania pornograficznych zdjęć kobiet i dzieci w social mediach i niepopełniania żadnego przestępstwa przez 2 lata. Jeśli warunki zostaną spełnione, ugoda da Hernandezowi trzyletni okres próbny i nie będzie musiał rejestrować się jako przestępca seksualny; jeśli nie, Hernandez może odbyć karę do trzech lat pozbawienia wolności. Podczas przesłuchania w styczniu 2018 okazało się, że Hernandez nie zdał egzaminu GED, ale wyrok muzyka został odroczony do 10 kwietnia 2018. Data rozprawy została później przełożona, podobno z uwagi na to, że sąd nie miał kopii dyplomu GED Hernandeza. Przed oskarżeniami o niewłaściwe zachowanie seksualne Hernandez odbył karę w więzieniu jako nieletni za napaść i sprzedaż heroiny.
12 lipca 2018 Hernandez został aresztowany w Nowym Jorku za nierozstrzygnięty nakaz odnoszący się do incydentu, w którym rzekomo dusił 16-latka w Galerii Mall w Houston w styczniu 2018.
Pod koniec 2018 raper został oskarżony o kilka przestępstw federalnych, które popełnił wraz ze swoim gangiem "Treyway", m.in. wymuszanie haraczy, handel narkotykami czy napady z bronią palną, za co groziło mu minimum 25 lat pozbawienia wolności. Na mocy pełnienia funkcji świadka koronnego i podpisaniu współpracy z FBI, w grudniu 2019 r. usłyszał skrócony wyrok – 2 lata więzienia i 5 lat w zawieszeniu, z czego ponad rok spędził w areszcie. Miał zostać zwolniony w listopadzie 2020 r., jednak z powodu pandemii koronawirusa COVID-19 (który mógł być dla niego śmiertelny z powodu astmy) od kwietnia odbywał wyrok w domu. 1 sierpnia 2020 r. areszt domowy został zakończony. 

## Porwanie
22 lipca 2018 roku we wczesnych godzinach porannych Hernandez został porwany, pobity i okradziony przez trzech nieznanych sprawców. Sprawcy zrabowali biżuterię wartą ponad 750 000 dolarów i około 35 000 dolarów w gotówce. Hernandez uciekł, wsiadł do auta nieznajomej osoby, a ta wezwała policję. Trafił do szpitala.

## Konflikty z raperami

### Trippie Redd
Na filmie opublikowanym w serwisie Instagram były współpracownik muzyka, Michael White, znany również jako raper Trippie Redd, potępił Hernandeza stwierdzeniem, że „nie promuje pedofilów”. W listopadzie 2017 roku White opublikował zdjęcie Hernandeza trzymającego się za ręce z innym mężczyzną, próbując ukazać Hernandeza jako ukrywającego się homoseksualistę. W tym samym miesiącu, kiedy White był w Nowym Jorku, został napadnięty w hotelu, w którym przebywał, przez osoby rzekomo powiązane z Hernandezem.
W maju 2018 r. Hernandez oskarżył White’a na Instagram Live o stosunki seksualne z nieletnią Danielle Bregoli, artystką znaną również jako Bhad Bhabie. White zaprzeczył zarzutom i ponownie podkreślił swoje przekonanie o odbywaniu kontaktów seksualnych z nieletnią przez Hernandeza. Bregoli wypowiedziała się również na Instagram Live, by zaprzeczyć oskarżeniom, ale przyznała, że pocałowali się w przeszłości: „Całowaliśmy się, ale to nie było tak poważne i miał wtedy 17 lat”.

### Chief Keef
W połowie 2018 roku Hernandez był zaangażowany w konflikt z wieloma raperami z Chicago, w tym Chief Keef i Lil Reese. 2 czerwca 2018 r. przed hotelem w Nowym Jorku strzelano do Chief Keefa, ale nie został trafiony oraz nie doznał żadnych obrażeń. W związku z toczącym się konfliktem, Hernandez został sprawdzony przez nowojorski Departament Policji pod kątem możliwego zaangażowania w ten incydent, mimo że był w Los Angeles w czasie strzelaniny.
Po początkowym incydencie z Chief Keefem, Hernandez odwiedził bezdomnych w Chicago 13 czerwca 2018 roku. Później udał się do Parkway Garden Homes, znanego również jako „O Block”, w którym mieszkał Chief Keef.

## Dyskografia

### Albumy studyjne
| Rok                                                     | Dane dot. albumu | Najwyższa pozycja | Najwyższa pozycja | Najwyższa pozycja | Najwyższa pozycja | Najwyższa pozycja | Najwyższa pozycja | Najwyższa pozycja | Najwyższa pozycja | Najwyższa pozycja | Certyfikaty                                                                     |
| Rok                                                     | Dane dot. albumu | US                | AUS               | CAN               | DEN               | NOR               | NZL               | SWE               | SWI               | UK                | Certyfikaty                                                                     |
| ------------------------------------------------------- | --- | ----------------- | ----------------- | ----------------- | ----------------- | ----------------- | ----------------- | ----------------- | ----------------- | ----------------- | ------------------------------------------------------------------------------- |
| 2018                                                    | Dummy Boy - Wydany: 27 listopada 2018 - Wytwórnia: ScumGang, Create Music Group - Format: winyl, streaming, digital download    | 2                 | –                 | 2                 | 4                 | 3                 | 8                 | 2                 | 30                | 30                | - DEN: złota płyta - ITA: złota płyta - UK: srebrna płyta - US: platynowa płyta |
| 2020                                                    | TattleTales - Wydany: 4 września 2020 - Wytwórnia: 6ix9ine, Create Music Group - Format: CD, winyl, streaming, digital download | 4                 | 39                | 5                 | 30                | 9                 | 33                | 24                | 17                | 27                |                                                                                 |
| „–” oznacza, że album nie był notowany na danej liście. | |                   |                   |                   |                   |                   |                   |                   |                   |                   |                                                                                 |

### Mixtape'y
| Rok  | Dane dot. mixtape'u                                                                                              | Najwyższa pozycja | Najwyższa pozycja | Najwyższa pozycja | Najwyższa pozycja | Najwyższa pozycja | Najwyższa pozycja | Najwyższa pozycja | Najwyższa pozycja | Najwyższa pozycja | Certyfikaty                                                                                    |
| Rok  | Dane dot. mixtape'u                                                                                              | US                | AUS               | CAN               | DEN               | NOR               | NZL               | SWE               | SWI               | UK                | Certyfikaty                                                                                    |
| ---- | --- | ----------------- | ----------------- | ----------------- | ----------------- | ----------------- | ----------------- | ----------------- | ----------------- | ----------------- | ---------------------------------------------------------------------------------------------- |
| 2018 | Day69 - Wydany: 23 lutego 2018 - Wytwórnia: ScumGang, TenThousand Projects - Format: streaming, digital download | 4                 | 11                | 5                 | 26                | 14                | 15                | 15                | 20                | 20                | - CAN: złota płyta - DEN: złota płyta - NOR: złota płyta - UK: srebrna płyta - US: złota płyta |

### Single
| Rok  | Tytuł                                                 | Najwyższa pozycja | Najwyższa pozycja | Najwyższa pozycja | Najwyższa pozycja | Najwyższa pozycja | Najwyższa pozycja | Certyfikaty                               | Album       |
| Rok  | Tytuł                                                 | US                | US R&B/HH         | US Rap            | NZL               | AUS               | UK                | Certyfikaty                               | Album       |
| ---- | ----------------------------------------------------- | ----------------- | ----------------- | ----------------- | ----------------- | ----------------- | ----------------- | ----------------------------------------- | ----------- |
| 2017 | „GUMMO”                                               | 12                | 7                 | 6                 | –                 | –                 | –                 | - US: platyna - CAN: platyna - POL: złoto | Day69       |
| 2017 | „Kooda”                                               | 50                | 29                | –                 | –                 | –                 | –                 | - US: złoto - CAN: złoto                  | Day69       |
| 2018 | „KEKE” (gościnnie Fetty Wap i A Boogie wit da Hoodie) | 43                | 22                | 20                | 9                 | –                 | –                 | - US: złoto - CAN: złoto                  | Day69       |
| 2018 | „Gotti”                                               | 99                | 50                | –                 | 7                 | –                 | 95                |                                           | Day69       |
| 2018 | „Tati” (gościnnie DJ Spinking)                        | 46                | 23                | –                 | 8                 | –                 | 100               |                                           | Dummy Boy   |
| 2018 | „FEFE” (gościnnie Nicki Minaj i Murda Beatz)          | 3                 | 3                 | 3                 | –                 | 8                 | 17                | - US: platyna - CAN: platyna - NZL: złoto | Dummy Boy   |
| 2018 | „BEBE” (gościnnie Anuel AA)                           | 30                | –                 | –                 | –                 | –                 | 67                |                                           | Dummy Boy   |
| 2018 | „STOOPID” (gościnnie Bobby Shmurda)                   | 25                | 15                | 14                | –                 | 63                | 34                |                                           | Dummy Boy   |
| 2020 | „Gooba"                                               | –                 | –                 | –                 | 13                | –                 | –                 |                                           | TattleTales |
| 2020 | „TROLLZ” (gościnnie Nicki Minaj)                      | –                 | –                 | –                 | –                 | –                 | –                 |                                           | TattleTales |
| 2020 | „YAYA”                                                | –                 | –                 | –                 | –                 | –                 | –                 |                                           | TattleTales |
| 2020 | „PUNANI”                                              | –                 | –                 | –                 | –                 | –                 | –                 |                                           | TattleTales |
| 2021 | „ZAZA”                                                | -                 | -                 | -                 | -                 | -                 | -                 |                                           |             |

### Inne notowane utwory
| Rok  | Tytuł                                       | Najwyższa pozycja | Najwyższa pozycja | Najwyższa pozycja | Najwyższa pozycja | Certyfikaty    |
| Rok  | Tytuł                                       | US                | NZL               | SWE               | SWI               | Certyfikaty    |
| ---- | ------------------------------------------- | ----------------- | ----------------- | ----------------- | ----------------- | -------------- |
| 2018 | „Billy”                                     | 50                | 4                 | 1                 | 93                | - POL: platyna |
| 2018 | „Rondo” (gościnnie Tory Lanez i Young Thug) | 73                | 8                 | –                 | –                 |                |

## Trasy koncertowe
- World Domination Tour (2018)[60]